# Kolleröd
Kolleröd ist ein Ort (Småort) in der schwedischen Provinz Västra Götalands län und der historischen Provinz Bohuslän. Der Ort liegt etwa 11 km von der nächsten Stadt, Lysekil, entfernt. Im Jahr 2015 hatte der Ort 98 Einwohner auf einer Fläche von 0,99 km².

## Allgemein
Durch die Lage in Küstennähe und eine Badestelle blieb er touristisch nicht ganz unbekannt. Mit einem „Folkets hus“ und einem Restaurant sowie verschiedenen Bushaltestellen sind einige Infrastrukturelle Angebote dargestellt. Supermarkt oder Bäckerei sind in Kollernd jedoch derzeit nicht anzutreffen.
Mit dem Bus kann man mehrmals täglich in unregelmäßigen, jedoch ausgewiesenen, Abständen nach Lysekil fahren. In der Stadt finden sich ergänzende, wichtige Infrastrukturelle Einrichtungen.

### Topografie

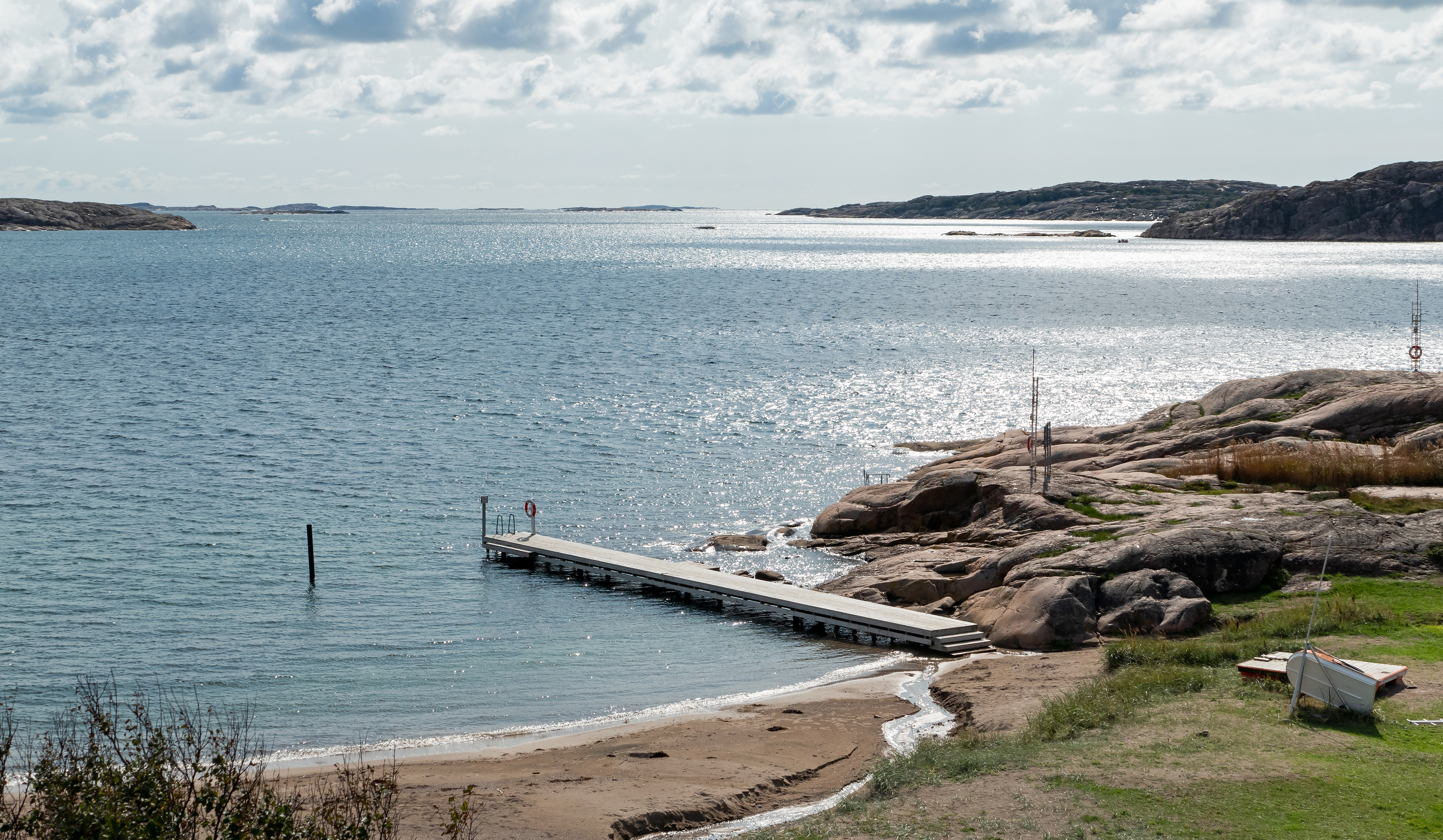
Strand von Kolleröd

Durch die Lage in Küstennähe verfügt der Ort über einen Strandabschnitt, welcher aus „Sandstrand“ und größeren Klippen besteht. Im Allgemeinen erstrecken sich in dem Ort verschiedene Hügel und Berge, sodass der Ort nicht flach ist.

## Klima
Die durchschnittliche Jahrestemperatur in Kolleröd liegt bei 7,5 °C, wobei es im Sommer, genauer im Juli, mit 19 °C im Jahresschnitt am wärmsten und im Januar mit einer Mitteltemperatur von 2 °C am kältesten ist. Der Niederschlag liegt das Jahr über konstant zwischen 22 mm im April und 68 mm im August. Auffällig sind die recht hohen Sonnenstunden, welche im Juni (Sommersonnenwende) im Schnitt bei 12 Stunden Sonne/Tag liegen.
Im Januar liegt im Küstenort an 7 von 31 Tagen Schnee.